# Crossidium henrici
Crossidium henrici là một loài rêu trong họ Pottiaceae. Loài này được (Rau) Kindb. mô tả khoa học đầu tiên năm 1897.